# Hazel Scott
Hazel Dorothy Scott (Port of Spain, 11 giugno 1920 – New York, 2 ottobre 1981) è stata una musicista, cantante, attrice e attivista trinidadiana naturalizzata statunitense.
Bambina prodigio e virtuosa del pianoforte, Hazel Scott fu ammessa alla Juilliard School all'età di otto anni e già durante l'adolescenza si fece notare come pianista classica e jazz in sedi prestigiose come la Carnegie Hall. Dopo una carriera musicale di successo durante gli anni trenta e quaranta, nel 1950 Hazel Scott divenne la prima afroamericana ad avere un proprio show in TV, il The Hazel Scott Show. La sua carriera negli Stati Uniti subì un brusco arresto dopo aver testimoniato davanti alla commissione per le attività antiamericane in pieno maccartismo. Si trasferì quindi a Parigi e non tornò negli Stati Uniti fino al 1967.

## Biografia
Hazel Dorothy Scott nacque a Port of Spain l'11 giugno 1920, figlia unica dell'accademico R. Thomas Scott e della pianista classica Alma Long Scott. Nel 1924 la famiglia si trasferì negli Stati Uniti e andò a vivere nel quartiere newyorchese di Harlem. All'età di quattro anni la Scott sapeva già riprodurre qualunque melodia ascoltasse al pianoforte e, grazie all'educazione musicale impartitale della madre, il suo talento fu presto riconosciuto e la bambina fu considerata a tutti gli effetti un'enfant prodige. Nel 1928, all'età di appena otto anni, fu ammessa alla Juilliard School, dove studiò pianoforte sotto la supervisione di Paul Wagner.
All'età di sedici anni la Scott si esibiva già regolarmente in programmi radiofonici come il Mutual Broadcasting System, mentre dalla metà degli anni trenta cominciò a suonare al Roseland Dance Hall con la Count Basie Orchestra. Nello stesso periodo recitò anche in alcune riviste e musical a Broadway, tra cui Sing Out the News (1938) e Priorities of 1942 (1942). Con un versatile repertorio che comprendeva jazz, blues, ballads, boogie-woogie e canzoni di Broadway, Hazel Scott si affermò rapidamente e tra il 1939 e il 1942 era diventata una delle artiste di punta del Café Society. Nei primi anni quaranta il suo salario si aggirava intorno ai settantacinquemila dollari l'anno, l'equivalente di oltre un milione di dollari nel 2020.
Insieme a Lena Horne, Hazel Scott fu una delle poche afroamericane di discendenza caraibica ad ottenere ruoli di rilievo a Hollywood, apparendo nel ruolo di se stessa in diversi film, tra cui Il signore in marsina (1943), Nasce una stella (1943), Ritmi di Broadway (1944) e Rapsodia in blu (1945). Oltre alle sue apparizioni cinematografiche, i primi anni quaranta la videro esibirsi regolarmente alla Carnegie Hall. Nel 1950 divenne la prima donna di colore ad avere un proprio programma televisivo, l'Hazel Scott Show sul DuMont Television Network.
Molto attiva anche nella lotta per i diritti civili per gli afroamericani, Hazel Scott si distinse ad Hollywood per il suo rifiuto di interpretare ruoli neri stereotipati, tra cui parti da cameriera o personaggi con un guardaroba che lei riteneva offensivo ed inappropriato. Come cantante invece si rifiutò di cantare in sale da concerto, club e teatri in cui gli spettatori afroamericani non potevano sedersi accanto a quelli bianchi, affermando che se il pubblico caucasico era disposto ad andare a vedere un'artista di colore avrebbe dovuto farlo accanto al pubblico afroamericano.
Nel mezzo della paura rossa, Hazel Scott testimoniò volontariamente davanti alla commissione per le attività antiamericane, negando di avere avuto contatti con il partito comunista, ma denunciando allo stesso tempo l'ipocrisia e il clima da caccia alle streghe che il maccartismo aveva portato in America e, soprattutto, nel mondo dello spettacolo. La settimana dopo, il 29 settembre 1950, il suo spettacolo televisivo fu cancellato e la sua carriera subì un brusco arresto che portò la Scott a soffrire di diversi crolli nervosi. Pur continuando a lottare contro il maccartismo e la segregazione razziale per il resto della sua carriera, nel 1957 si trasferì a Parigi, dove recitò nel film Il vizio e la notte (1958). Nel 1963, insieme ad altri espatriati afroamericani, tra cui James Baldwin, prese parte a una manifestazione davanti all'ambasciata statunitense a Parigi in supporto della marcia su Washington. Dopo dieci anni a Parigi, nel 1967 Hazel Scott tornò negli Stati Uniti, in cui il movimento per i diritti civili degli afroamericani aveva ottenuto importanti vittorie sulla via della fine della segregazione. Continuò a cantare ed esibirsi in nightclub e in televisione, facendo il suo debutto come attrice sul piccolo schermo nel 1973 con la soap opera Una vita da vivere.
Hazel Scott morì di cancro al Mount Sinai Hospital di Manhattan il 2 ottobre 1981 all'età di sessantun anni.

## Vita privata
Nel 1945 la Scott sposò il ministro di culto battista Adam Clayton Powell, da cui ebbe il figlio Adam Clayton Powell III nel 1946. La coppia divorziò nel 1960 e la Scott si risposò il 19 gennaio 1961 con Ezio Bedin, un comico svizzero di quindici anni più giovane. Anche il secondo matrimonio terminò con il divorzio, finalizzato prima del ritorno della Scott negli Stati Uniti.

## Filmografia parziale

### Cinema
- Nasce una stella (Something to Shout About), regia di Gregory Ratoff (1943)
- Il signore in marsina (I Dood It), regia di Vincente Minnelli (1943)
- Ritmi di Broadway (Broadway Rhythm), regia di Roy Del Ruth (1944)
- Rapsodia in blu (Rhapsody in Blue), regia di Irving Rapper (1945)
- Il vizio e la notte (Le désordre et la nuit), regia di Gilles Grangier (1958)

### Televisione
- CBS Playhouse – serie TV, 1 episodio (1969)
- Giulia (Julia) – serie TV, 2 episodi (1969-1970)
- I nuovi medici (The Bold Ones: The New Doctors) – serie TV, 1 episodio (1970)
- Una vita da vivere (One Life to Live) – soap opera, 1 puntata (1973)